# Михайлово (Страшевицьке сільське поселення)
Михайлово (рос. Михайлово) — присілок в Торжоцькому районі Тверської області Російської Федерації.
Населення становить 39 осіб. Входить до складу муніципального утворення Страшевицьке сільське поселення.

## Історія
Від 2005 року входить до складу муніципального утворення Страшевицьке сільське поселення.

## Населення
| 2010 |
| ---- |
| 39   |